# Prosoplecta sexpunctata
Prosoplecta sexpunctata är en kackerlacksart som beskrevs av Hanitsch 1933. Prosoplecta sexpunctata ingår i släktet Prosoplecta och familjen småkackerlackor.
Artens utbredningsområde är Filippinerna. Inga underarter finns listade i Catalogue of Life.